# مأمون المليجي
مأمون المليجي (5 مايو 1960 - 26 يونيو 2017)  هو مغني وملحن مصري.

## حياته
ولد مأمون المليجي بالإسكندرية في يوم 5 مايو 1960, من أبوين مصريين. أمضي طفولته في ربوع لبنان, حيث كان والده يعمل هناك, والذي قد منح الجنسية اللبنانية من الرئيس كميل شمعون. وفي سنة 1970 عاد مع أسرته الي القاهرة, وحصل علي شهادة الثانوية العامة المصرية, التي أهلته لدخول كلية الهندسة بجامعة الإسكندرية قسم الندسه المعمارية. وقد تخرج منها عام 1984, وعمل كمهندسا معماريا حتي عام 1990. ثم قام بإنشاء أتيليه فني لعمل مستلزمات الديكور من تابلوهات وتماثيل ووحدات إضاءه.

## مسيرته
بدأ شغفه بالموسيقي, وهو في سن الخامسة عشر, حيث تعلم الجيتار  وظهرت عليه بوادر موهبة التلحين في سن مبكر, حيث قام بتلحين أول أعماله والتي كانت من كلمات أخيه علي المليجي
و قد بدأ مأمون المليجي مشواره الفني بأول كليباته وهو (في الشوارع) والذي يعكس حالة الأحباط التي أصبحت مسيطرة علي السواد الأعظم من الشعب المصري بسبب حالة الفقر المتفشي, وانتشار البطالة بشكل مرتفع.
و من ثم نستطيع القول بأن مأمون المليجي بدأ رحلة التحريض والكفاح السياسي منذ عام 2005, وعززها بظهوره في حفلات عديدة خاصة بساقية الصاوي, والتي يمكن القول بأنها كانت المتنفس الوحيد له لإخراج أعماله الأي الجمهور، خاصة وقد أغلقت مسارح الدولة أبوابها أمامه, أضف الي ذلك تعمد التلفزيون المصري كبت وعرقلة أغانيه, وما تلك الا نتيجة منطقية في ظل التعتيم الأعلامي آنذاك, والذي يحترم المنافق, ويعادي المحترم.
و من ضمن تلك الأغاني التي سببت ضجيج قوي, علي الصعيدين : الفني والسياسي:
-اصرخ بصوتك - يا شعب عمره ما ثار - الرجال لابسين طرح - الحلوة دي ما لاقتش دقيق - يا بلدنا ازاي الصحة - موافقون منافقون - افتي يا مفتي.
و قد جاءت جميع أغنية عاكسة للوضع القائم في المجتمع, خاصة وأن مأمون المليجي في العديد من لقاءاته في التلفزيون انه يعتبر نفسه (امتداد) لمدرسة سيد درويش، فنجد تارة أغنية (بحر الخوف) والتي تجسد مأساة عبارة السلام، حيث يقوم الشباب بالقاء أنفسهم في بحور الغربة والأغتراب، من أجل حلم بسيط أل وهو تحسين أوضاعهم المعيشية. هناك أيضا أغنية (أحمد يا سبع الليل) و التي تصف بمنمتهي الدقة وضع صغار رجال الشرطة الذين لا حول لهم ولا قوة الأ بأوامر الكبار, والتي تنبأت بهذا الصراع المحتم بين أفراد الشعب والشرطة. وقد قام أيضا مأمون المليجي بواحد من أهم أعماله والذي جاء كرد فعل, عقب احداث الفتنة الطائفية بالإسكندرية, والتي شاركه فيه الفنان الكبير إبراهيم عبد الملاك (كليب نحلم سوا)
و قد صدر للفنان مأمون المليجي ألبوم واحد فقط حتي الآن وهو غير حروف الغنا، وهو يضم أعمال من جميع الأطياف للشعراء : أحمد قدري, أسامة عبد الصبور, محمد الكومي وزينات القليوبي,.
أقام مأمون المليجي العديد من الحفلات في شتي أنحاء الجمهورية برفقة فرقته, (عشاق النهار) وحصد العديد من الجوائز في المهرجانات الدولية والمحلية.

## وصلات خارجية
- مأمون المليجي على موقع ديسكوغز (الإنجليزية)